# Инкиля (платформа)
И́нкиля (фин. Inkilä) — остановочный пункт, бывшая железнодорожная станция на 65,6 км перегона Бородинское — Хийтола линии Выборг — Хийтола. Расположен в посёлке Зайцево Каменногорского городского поселения Выборгского района Ленинградской области.

## Общие сведения
После Великой Отечественной войны и передачи территории СССР путевое развитие разъезда оставалось до середины 1960-х годов, после чего бывшая станция получила статус остановочного пункта. До начала 2000-х годов остановочный пункт параллельно выполнял функции пункта примыкания, административно относясь к станции Бородинское. Происходило это следующим образом: из Элисенваара на Каменногорск шёл сборный грузовой состав. В составе поезда — группа порожних полувагонов под погрузку леса в Инкиля. Поезд доезжал до Бородинского, из него выцеплялись порожние вагоны и шли в Инкиля в голове состава со скоростью не более 25 км/час. В голове находился главный кондуктор, а его помощник — в середине состава. По прибытии в Инкиля с подъездного пути выставлялись гружёные лесом вагоны на главный путь Инкиля, а порожние вагоны подавались под погрузку на подъездной путь. Затем тепловоз снова заезжал на главный путь, забирал гружёные вагоны и отправляется в Бородинское. На весь этот промежуток времени перегон Бородинское — Хийтола закрывался, машинисту вручался ключ-жезл данного перегона (он же и ключ для перевода стрелки в Инкиля). При этом указывалось время возвращения в Бородинское.
В настоящее время (2019 год) сохранилось здание вокзала 1893 года постройки. Во второй половине 2010-х годов на остановочном пункте выложена новая пассажирская платформа, установлен современный пассажирский павильон, а также новые информационные таблички с названием остановочного пункта. Вокзал и зал ожидания закрыты (заняты под магазин), билетная касса не работает. Билеты приобретаются у кондуктора.
Пригородное движение по остановочному пункту осуществляется двумя парами поездов Выборг — Хийтола — Выборг.

## История
Станция Inkilä, как весь участок Антреа — Сортавала, была открыта 1 ноября 1893 года. В 1923 году имела путевое развитие на четыре пути, плюс два лесопогрузочных подъездных пути.
.

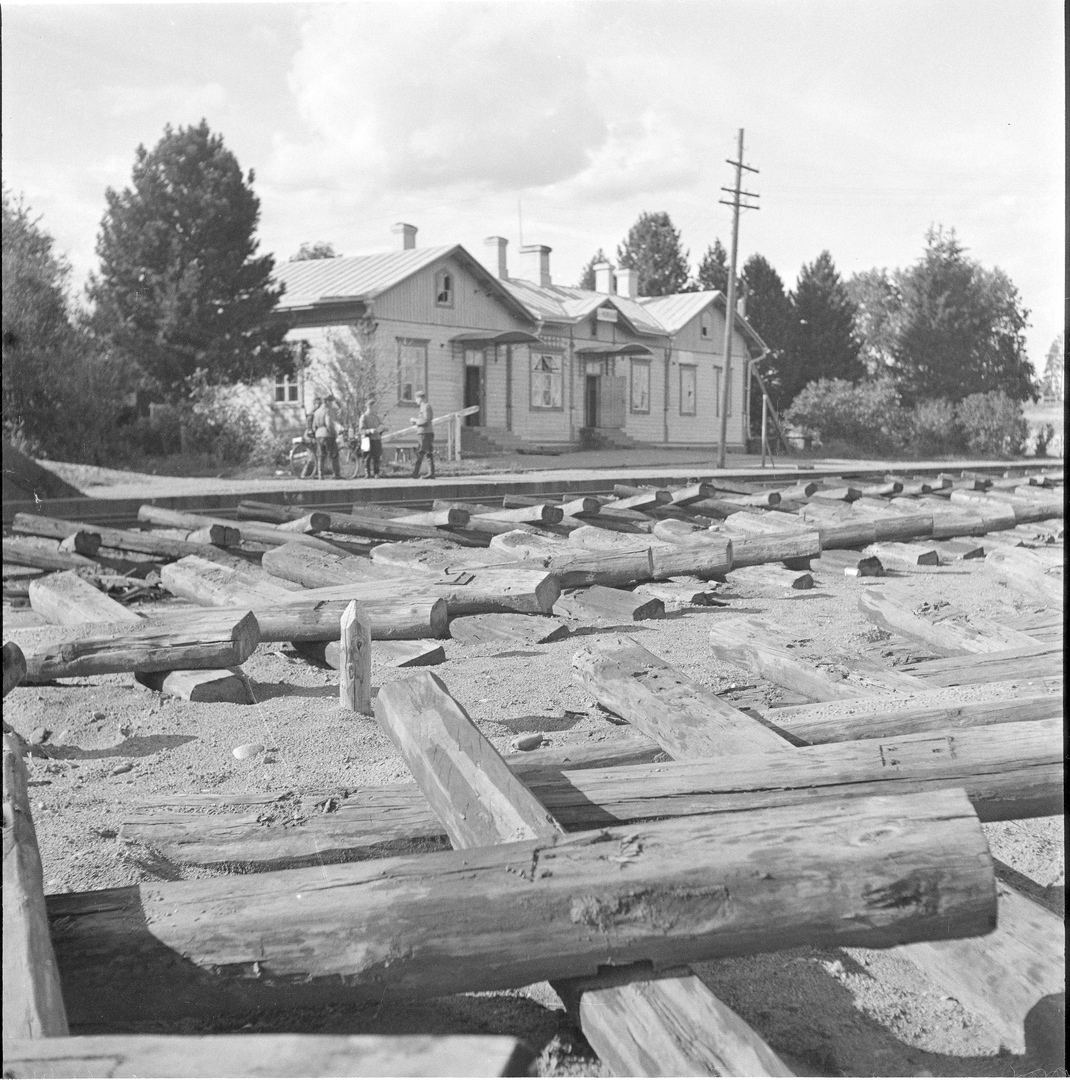
Разобранные советскими войсками станционные пути. 08.10.1941 г.

31 июля 1941 года на Карельском перешейке начала наступление финская Юго-Восточная армия.

5 августа 198-я механизированная и 142-я стрелковая дивизии попытались нанести контрудар, но понесли большие потери и отошли на исходные рубежи. 6 августа финны — видимо, вторая, неуничтоженная половина — продолжили наступление и к исходу 9 августа вышли в район Лахденпохья, Куркиеки и Хийтола к Ладоге.— http://www.redov.ru/voennaja_istorija/leningradskaja_boinja_strashnaja_pravda_o_blokade/p4.php
Станция Inkilä тоже оказалась в зоне боевых действий. Советским войскам пришлось покинуть станцию, предварительно разобрав станционные пути, помимо одного, главного.

## Название
В 1948 году состоялось массовое переименование населенных пунктов Ленинградской области. Переименование Инкиля в Зайцево было утверждено Указом Президиума ВС РСФСР от 1 октября 1948 г. Железнодорожной станции, находившейся в посёлке, переименование не коснулось .

## Галерея

Остановочный пункт Инкиля
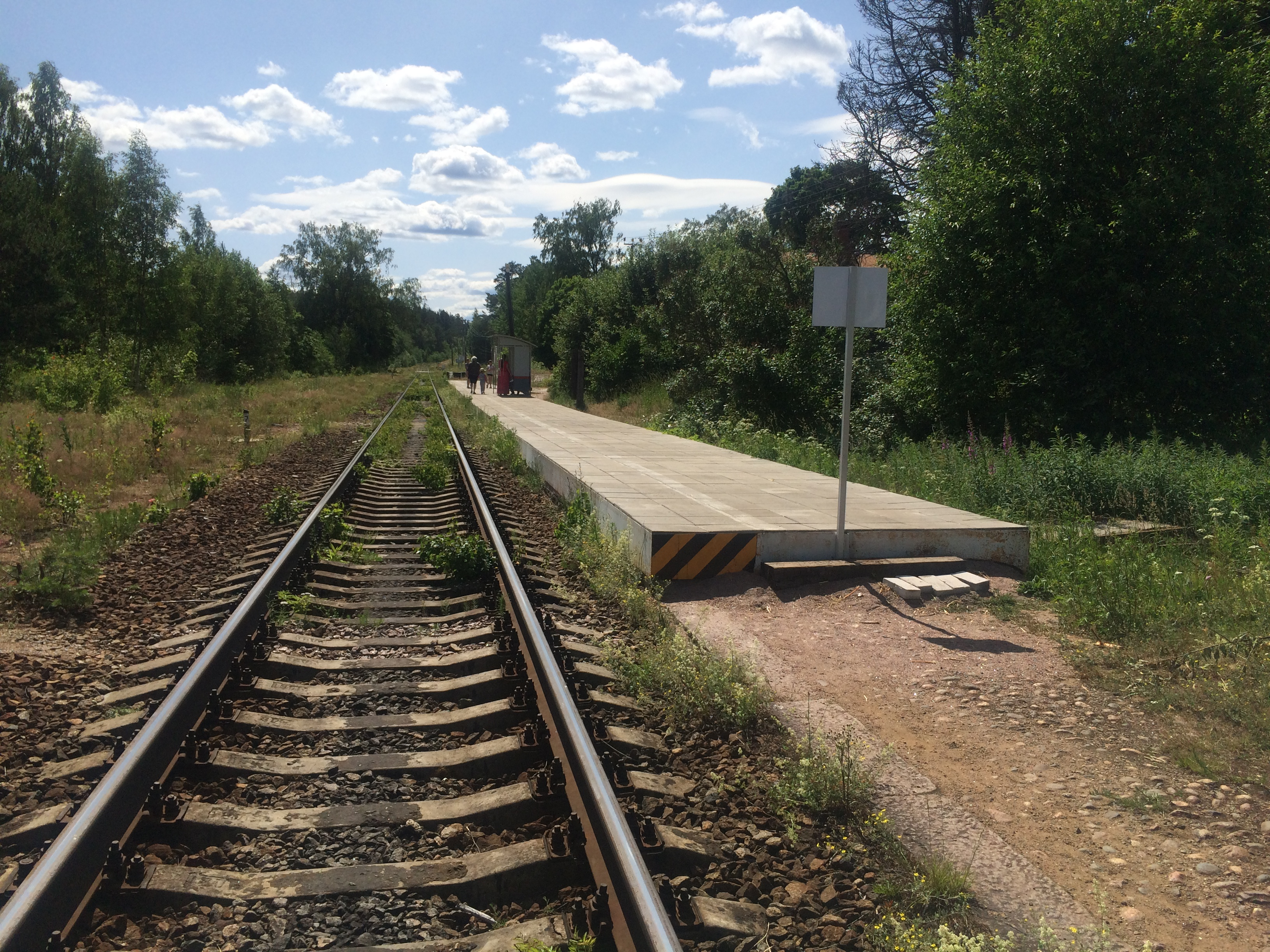
Вид в сторону Бородинского
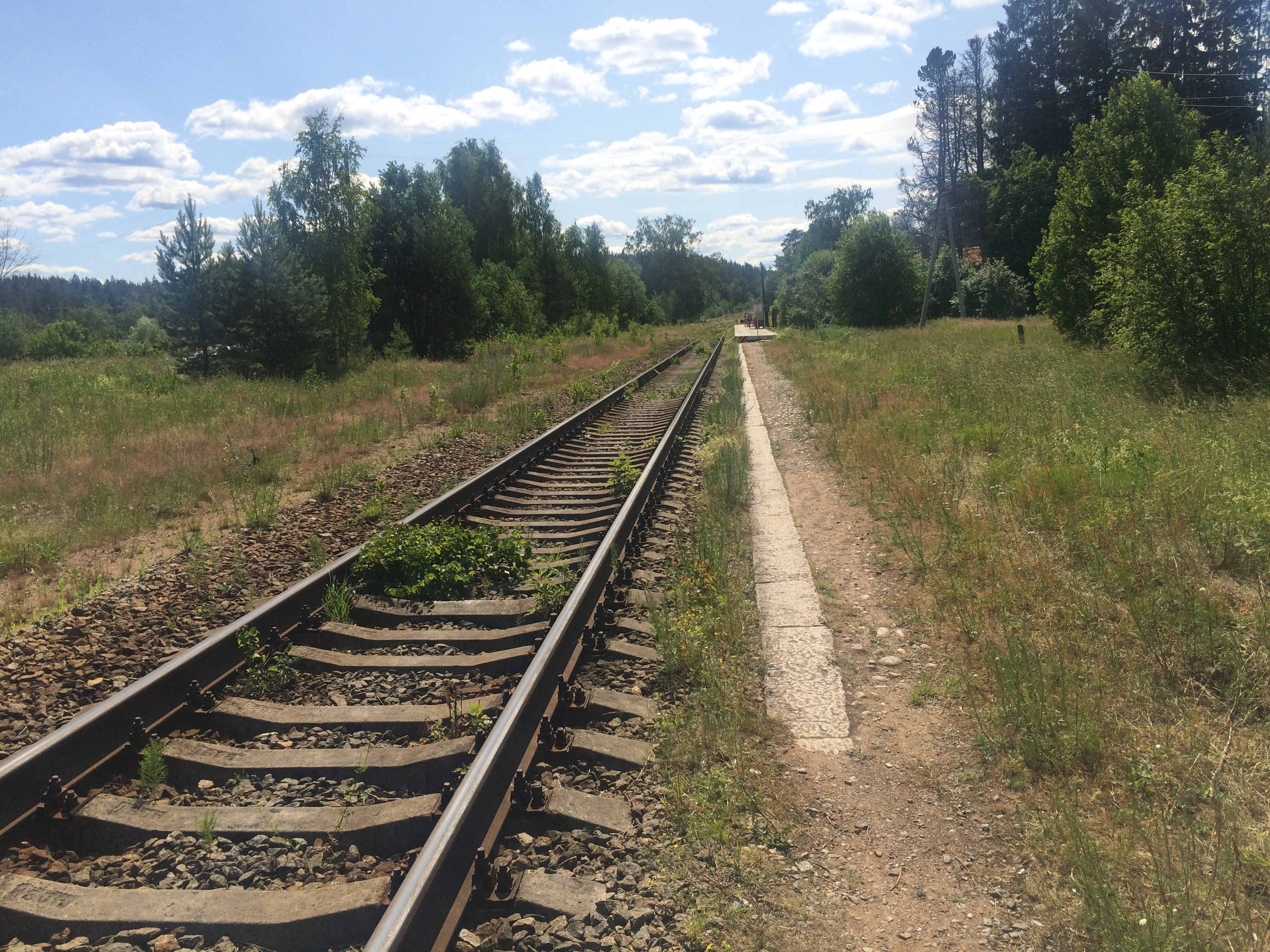
Вид в сторону Бородинского
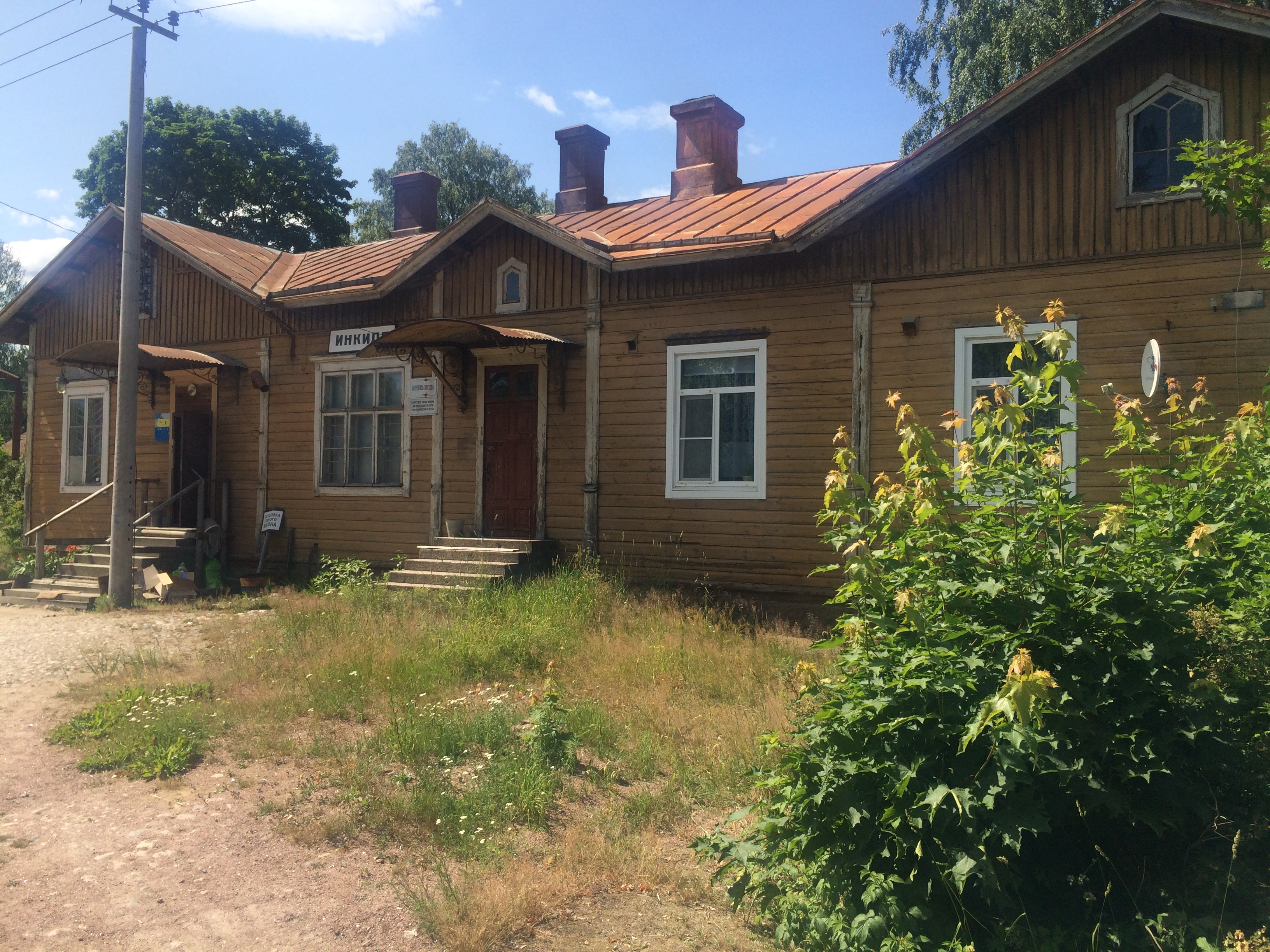
Вокзал
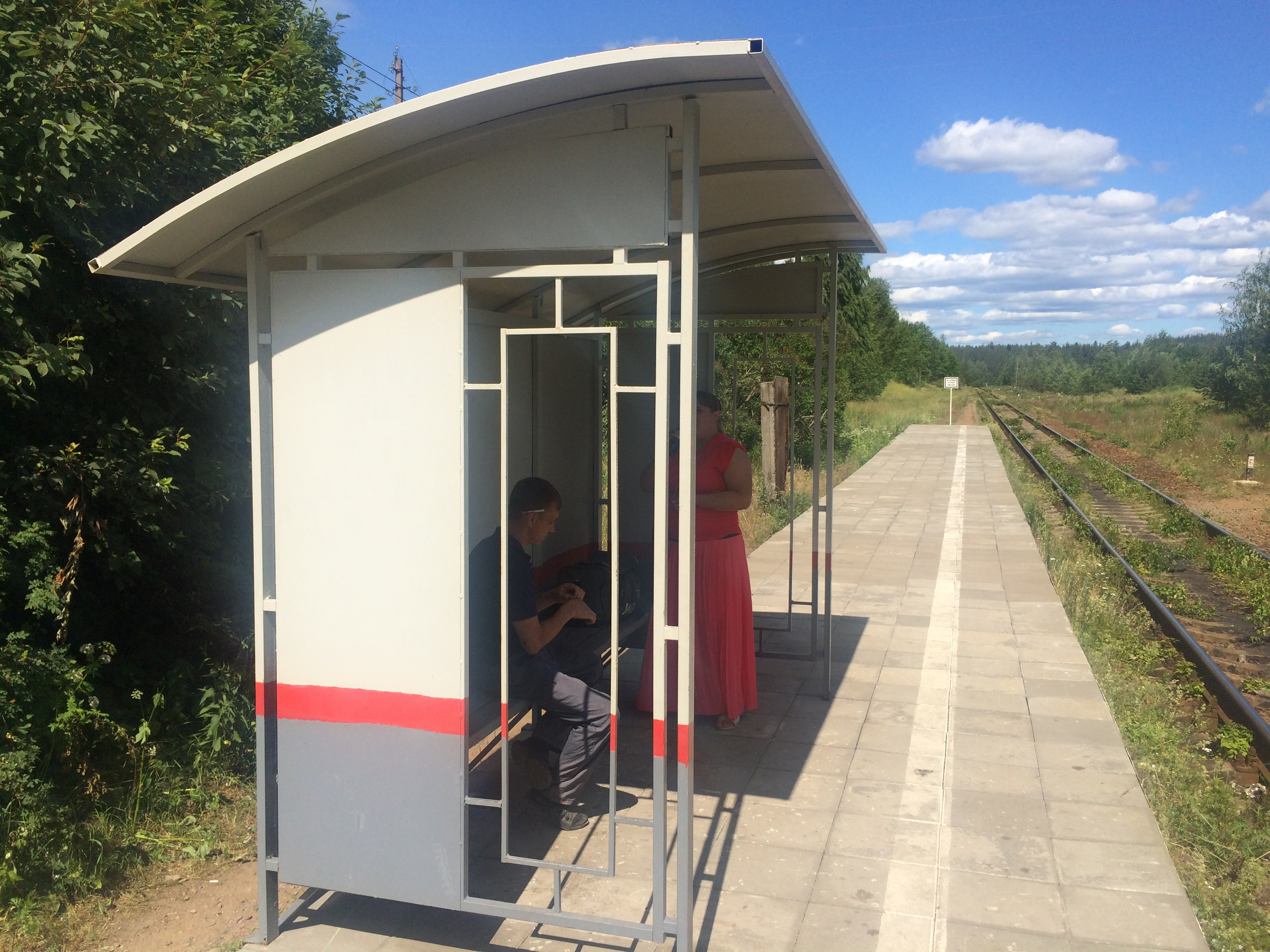
Пассажирский павильон
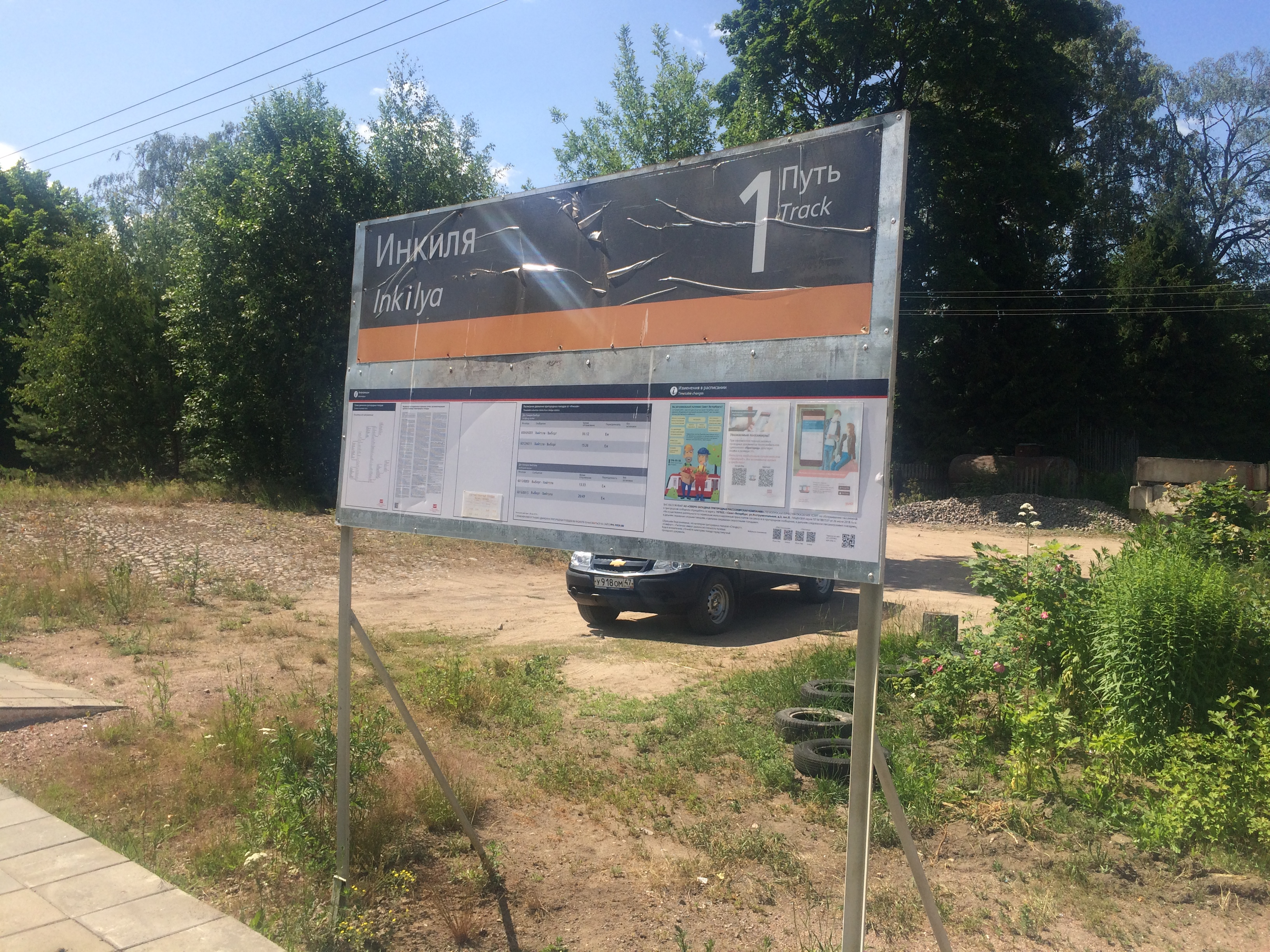
Табличка
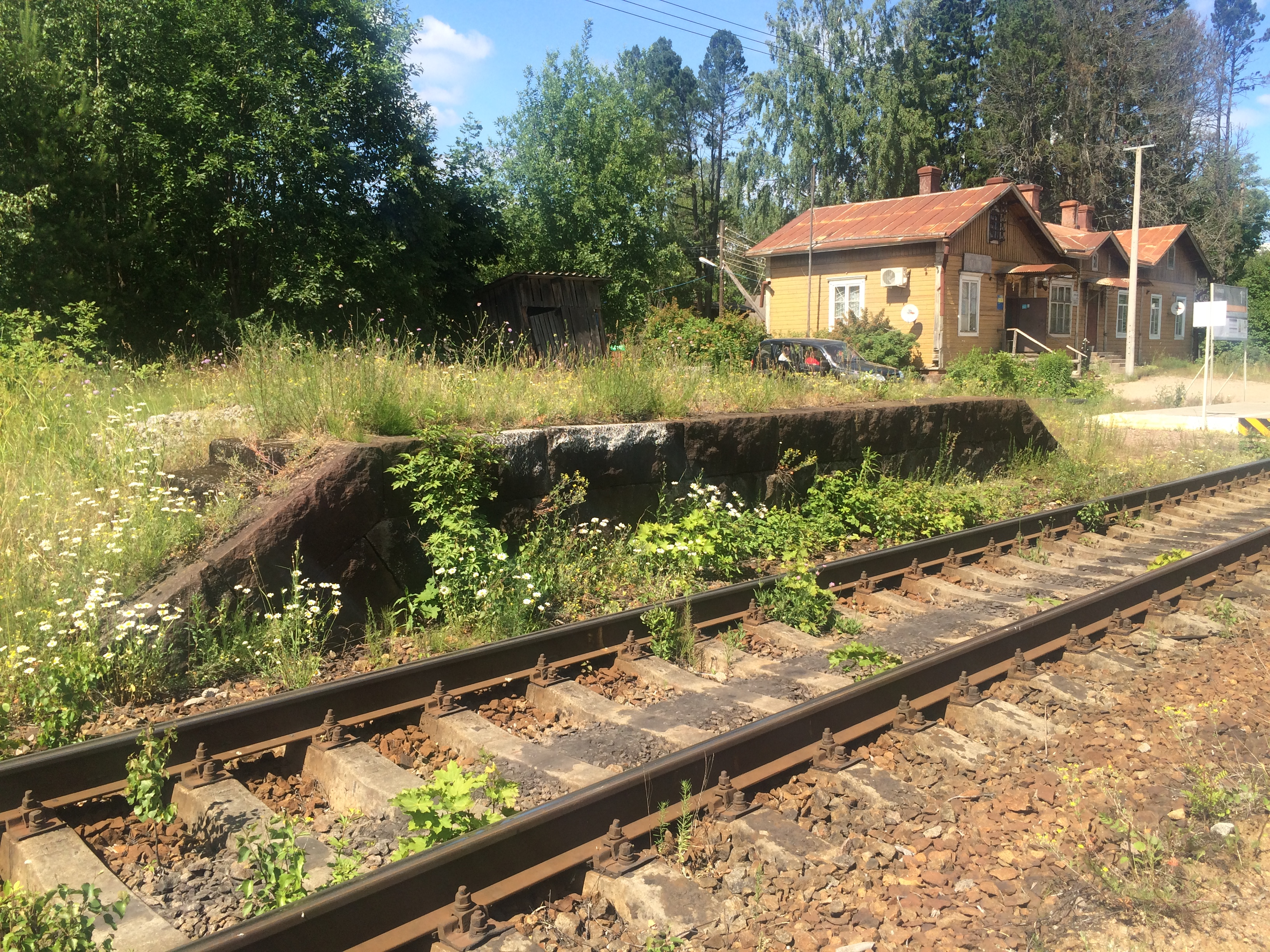
Финская багажная платформа
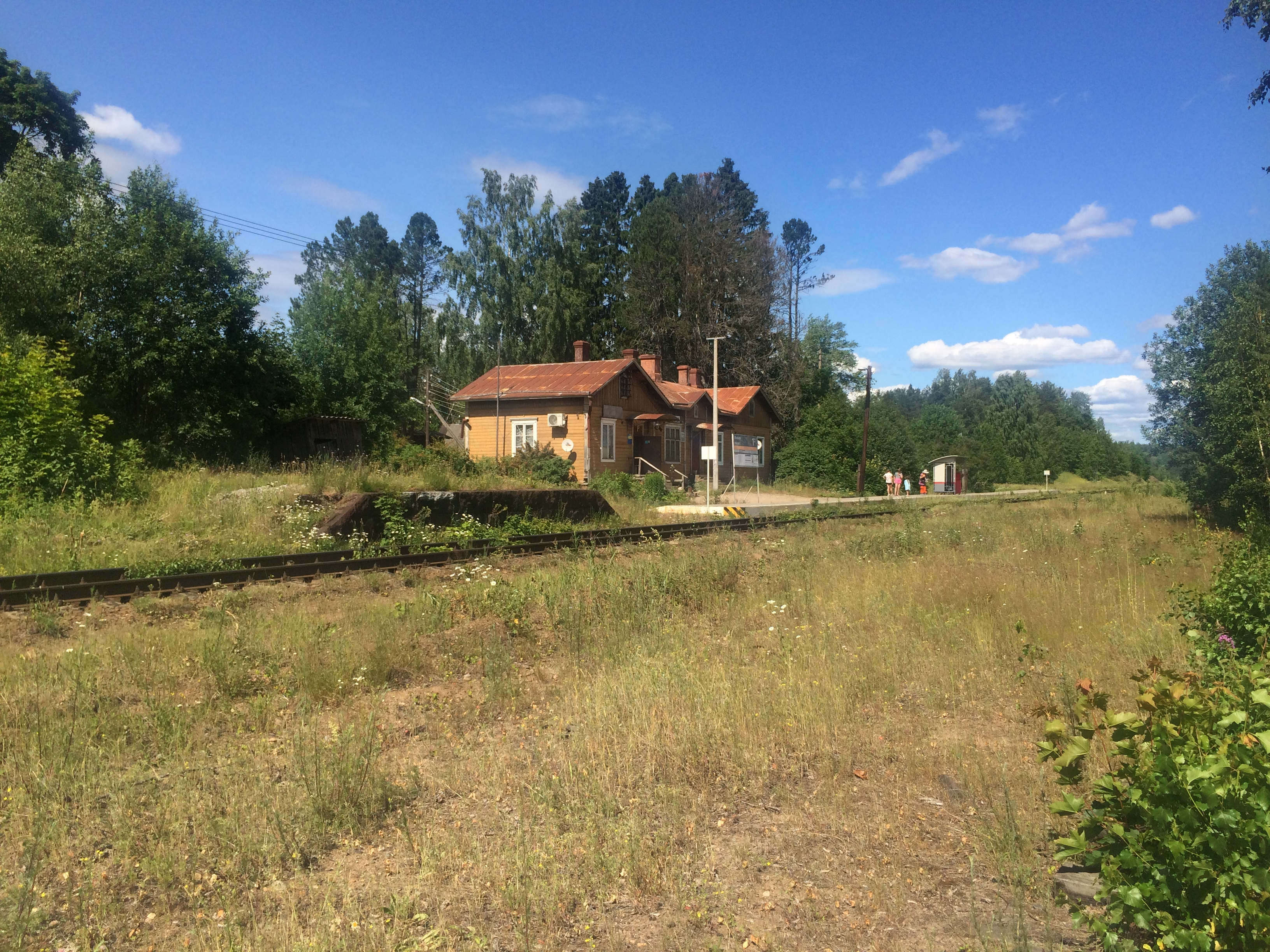
Разобранные боковые пути
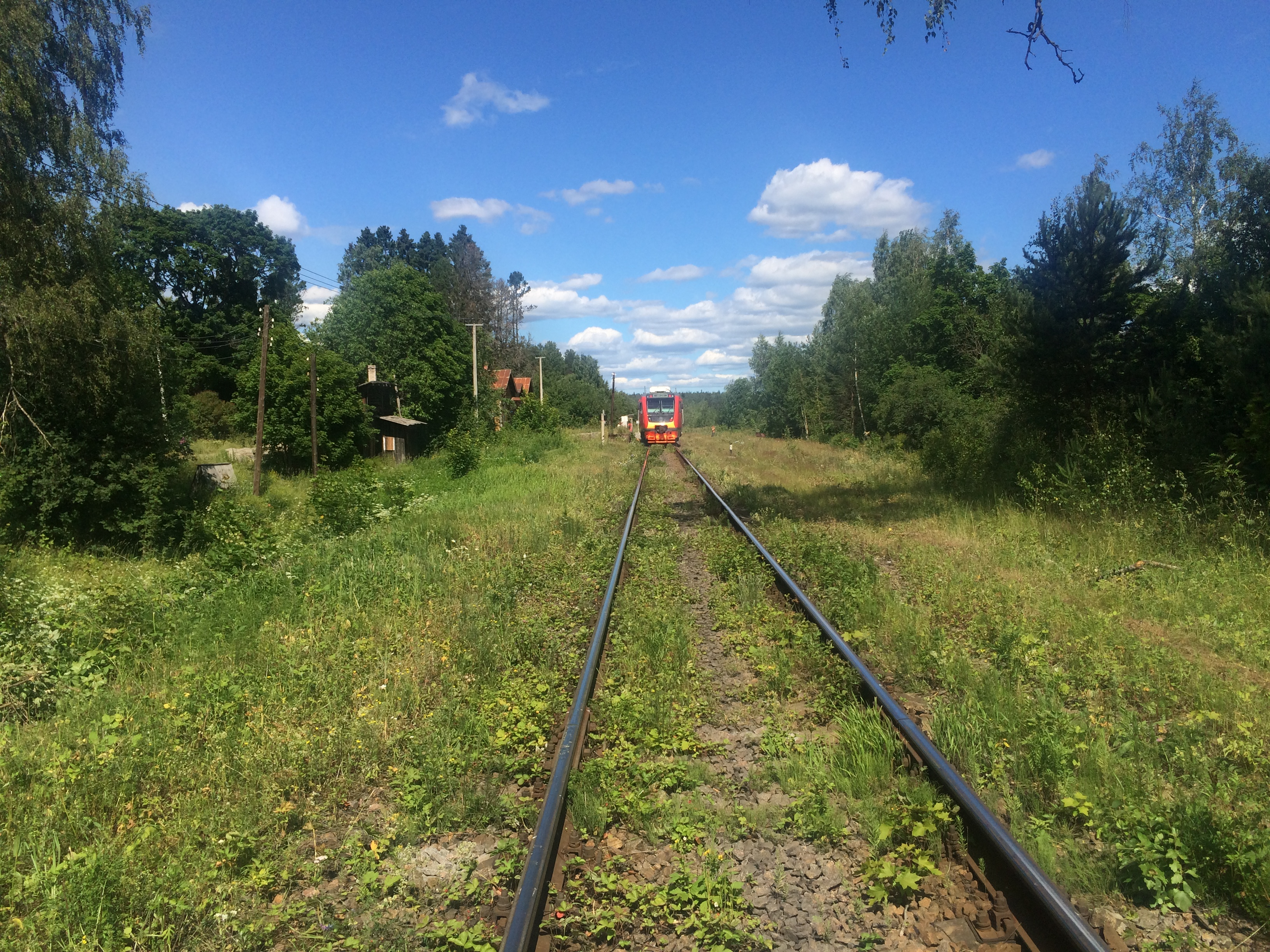
Вид в сторону Хийтолы